# Hubcza
Hubcza (ukr. Губча) – wieś na Ukrainie, w obwodzie chmielnickim, w rejonie chmielnickim. W 2001 liczyła 530 mieszkańców, spośród których 527 posługiwało się językiem ukraińskim, 2 rosyjskim, a 1 innym.